# ISTP

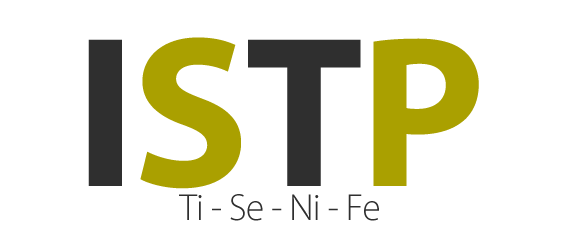
ISTP.

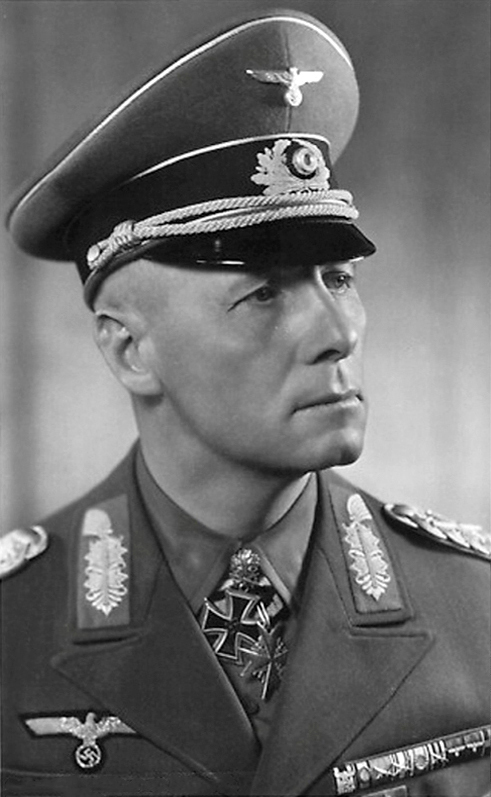
Erwin Rommel, conocido como el "Zorro del desierto" durante la Segunda Guerra Mundial, pudo haber sido un ISTP.

ISTP (Introversión, Sensación, pensamiento -Thinking-, Percepción) son unas siglas empleadas en el Indicador Myers-Briggs (MBTI) para describir uno de sus dieciséis tipos de personalidad.
El indicador MBTI se desarrolló a partir de las investigaciones del prominente psiquiatra Carl Gustav Jung en su libro Tipos psicológicos. Jung propone los tipos psicológicos de personalidad basados en sus observaciones de las funciones cognitivas de sus pacientes a lo largo de toda su experiencia clínica.
Con la obra de Jung, los investigadores empezaron a crear sus propias teorías de tipos adaptadas e indicadores, en los que se incluye el Indicador Myers-Briggs o MBTI, desarrollado por Isabel Briggs Myers y Katharine Cook Briggs, y el Keirsey Temperament Sorter (KTS), desarrollado por David Keirsey. Keirsey nombra a los ISTP como Operarios, uno de los cuatro tipos que pertenece al temperamento llamado Artesano. Entre un 4% y un 6% de la población estadounidense posee un tipo ISTP.

## Instrumento del Indicador MBTI
Las preferencias MBTI indican las diferencias en las personas basadas en lo siguiente: 
- Cómo enfocan su atención u obtienen su energía (Extraversión o Introversión)
- Cómo perciben o toman la información (Sensación o Intuición)
- Cómo prefieren tomar decisiones (Pensamiento o Sentimiento)
- Cómo se orientan hacia el mundo exterior (calificador o "Judging"  y Percepción)

Al usar sus preferencias en cada una de estas áreas, las personas pueden desarrollar lo que Jung y Myers llamaban tipos psicológicos. Este patrón de personalidad fundamental resulta de la interacción dinámica de las cuatro preferencias, en relación  con sus influencias ambientales y sus tendencias individuales propias. Las personas son propensas a desarrollar conductas, habilidades y actitudes en función de su tipo particular. Cada tipo de personalidad tiene su propia fuerza potencial como también áreas que ofrecen la oportunidad de ser desarrolladas.
La herramienta del MBTI consiste en preguntas de opción múltiple que responde a las bases de las cuatro dicotomías (par de opuestos psicológicos). Dieciséis resultados son posibles, cada uno identificado por su propio código de cuatro letras y es denotado por su letra inicial. (La N es usada para Intuición, ya que la I es usada para Introversión). El MBTI tiene aproximadamente un 75% de precisión de acuerdo con su propio manual.
- I - Introversión en contraposición a la extraversión: los ISTP tienden a ser callados y reservados. Generalmente prefieren interactuar con unos pocos pero cercanos amigos en lugar de un amplio círculo de amistades, y gastan su energía en las situaciones sociales (mientras que los extravertidos la ganan).[4]
- S - Sensación en contraposición a la intuición: los ISTP tienden a ser más concretos que abstractos. Concentran la atención en los detalles en vez de en el cuadro grande, y en la realidad inmediata en lugar de en las posibilidades futuras.[5]
- T - Thinking (pensamiento) en contraposición al sentimiento: los ISTP tienden a considerar los criterios objetivos en lugar de los valores personales. Cuando toman decisiones, generalmente le dan más peso a la lógica que a las consideraciones sociales.[6]
- P - Percepción en contraposición a la calificación o juicio: los ISTP tienden a aplazar los juicios y a retrasar las decisiones importantes, prefiriendo mantener sus opciones abiertas por si las circunstancias cambiasen.[7]

## Características de los ISTP

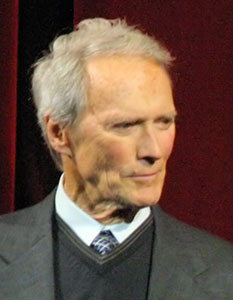
Clint Eastwood es posiblemente un ISTP.

### Descripción de Myers-Briggs
Según Myers-Briggs, los ISTP sobresalen a la hora de analizar una situación para llegar al corazón del problema de modo que pueden poner en marcha rápidamente una solución funcional, haciéndolos idealmente apropiados para el campo de la ingeniería. Son personas naturalmente tranquilas, interesadas en entender cómo funcionan los sistemas, concentrándose en la operación eficiente y en la estructura. Pero al contrario que su naturaleza aparentemente distanciada, a menudo son capaces de hacer observaciones humorísticas e ingeniosas sobre el mundo que les rodea. Los ISTP aborrecen el malgasto (ya sea de tiempo, esfuerzo o recursos) pero son altamente adaptativos, abriéndose a nuevas informaciones y propuestas. Disfrutan explorando cosas nuevas, y pueden aburrirse con la repetición y la rutina. Pueden ser también temerarios en el fondo atraídos por aficiones de riesgo (como el ala delta, paracaidismo, motociclismo, puentismo, paintball, esquí, buceo).
A veces puede parecer que los ISTP actúan sin tener en cuenta los procedimientos, el protocolo o incluso su propia seguridad, pero mientras su manera de afrontar las cosas puede resultar caótica, en realidad está basada en un amplio conocimiento desarrollado a través del tiempo a través de la acción y la profunda observación. Los ISTP adoran la autosuficiencia y se enorgullecen de desarrollar sus propias soluciones a los problemas.
Los ISTP se conforman con dejar vivir a los demás según sus propias reglas, siempre que esto sea recíproco. Soportan imposiciones razonables sin queja, pero si se vulnera o erosiona su territorio, abandonan su naturaleza tranquila y despreocupada en favor de una defensa tenaz e incondicional de lo que ellos ven suyo por derecho propio. Un eslogan que se adapta bien a la actitud de los ISTP es "No me pisotees".

### Descripción de Keirsey
Según Keirsey, los Artesanos Operarios son maestros a la hora de usar herramientas de todo tipo (artísticas, tecnológicas, marciales). Aunque son introvertidos, son autoritarios en sus interacciones con otros y pueden ser muy contundentes a la hora de influenciar a la gente. Se concentran en cumplir con sus tareas hábil y eficientemente.
Para dominar su herramienta de interés, los ISTP requieren un cierto grado de reclusión para practicar. El resultado a menudo es un virtuosismo que otros tipos encuentran difícil alcanzar. 

## Funciones cognitivas
La función Dominante es el papel preferido por el tipo de personalidad, aquel con el que se sienten más cómodos. La función Auxiliar secundaria sirve como apoyo y amplía la función Dominante. Si la Dominante es una función de recopilación de información (sensación o intuición), la Auxiliar es una función de toma de decisiones (sentimiento o pensamiento), y viceversa. La función Terciaria está menos desarrollada que la Dominante y la Auxiliar, pero madura con el tiempo, completando las habilidades de la persona. La función Inferior es el talón de Aquiles del individuo, aquella con la que la persona se siente más incómodo. Al igual que la Terciaria, la función Inferior mejora con la madurez. 
Jung y Myers consideraron que la actitud de las funciones Auxiliar, Terciaria e Inferior es contraria a la Dominante. Según esta interpretación, si la función Dominante es extrovertida, entonces las otras tres son introvertidas, y viceversa. No obstante, muchos practicantes modernos sostienen que la Terciaria es igual que la Dominante. Usando las más modernas interpretaciones, las funciones cognitivas del ISTP son las siguientes:

### Dominante: pensamiento introvertido (Ti)
La función Ti busca precisión, tal como la palabra exacta para expresar una idea. Es capaz de notar las mínimas distinciones que definen la esencia de las cosas, y posteriormente las analiza y clasifica. Esta función examina todas las vertientes de un tema, buscando resolver problemas minimizando esfuerzo y riesgo. Emplea modelos para eliminar la inconsistencia lógica. Los ISTP viven en un mundo de lógica en el que basan sus decisiones. Procesan la información a través de su función auxiliar para crear estrategias para la acción en el mismo momento. Los ISTP casi siempre aciertan en algo por su buena intuición.

### Auxiliar: sensación extravertida (Se)
La función se concentra en las experiencias y sensaciones del mundo físico. Con una aguda conciencia de lo que le rodea, lleva los hechos y detalles relevantes al frente, lo que puede llevar a la acción espontánea. Esta función lleva a los ISTP a aprovechar las oportunidades para introducirse de lleno en la experiencia. Asimismo, también les da una profunda visión de las situaciones similar a la de los ISTJ. Su curiosidad hacia el mundo que les rodea les hace tender a no ser consciente de los riesgos. Son conocidos por desmontar los aparatos para ver cómo funcionan por dentro antes de considerar si son capaces de volverlo a montar.

### Terciaria: intuición introvertida (Ni)
Atraídos a las acciones u objetos simbólicos, la función Ni sintetiza aparentes paradojas para crear lo inimaginable anteriormente. Estas deducciones vienen con una certeza que pide acción para satisfacer una nueva visión del futuro, soluciones que pueden incluir complejos sistemas o verdades universales. Al no estar tan abiertos a establecer teorías como los INTP, los ISTP prefieren mantenerse con los pies en el suelo, usando su función Ni para visualizar componentes y conceptos que no pueden ver ni tocar con la mano, como el cableado de una tarjeta de circuitos.

### Inferior: sentimiento extravertido (Fe)
La función Fe busca conexiones sociales y crea armoniosas interacciones a través de un comportamiento educado, apropiado y considerado. El Fe responde a los deseos explícitos (e implícitos) de los demás, y pueden llegar a crear un conflicto interno entre las propias necesidades del sujeto y el deseo de cumplir con las necesidades de los demás. Al ser el punto débil del ISTP, la función Fe puede llevarlos a interpretar las críticas a sus ideas como críticas a su competencia. Los ISTP desean seguir los mandatos de la lógica, pero cuando se encuentran bajo estrés, su función inferior puede llevarlos a aferrarse terca e ilógicamente a sus propias ideas, a veces incluso para su propio perjuicio, o incluso cuando se ha demostrado que son falsas.

### Funciones sombra
Los más recientes investigadores de la personalidad (especialmente Linda V. Berens) añadieron cuatro funciones a la jerarquía descendente, las llamadas "funciones sombra" hacia las que el individuo no está naturalmente inclinado pero que pueden revelarse cuando la persona está bajo estrés. Para los ISTP, las funciones sombra son:
- Pensamiento extrovertido (Te): el Te organiza y programa las ideas y el ambiente para asegurar la eficiencia y la persecución productiva de los objetivos. Busca explicaciones lógicas para acciones, eventos y conclusiones, buscando razonamientos defectuosos y errores en la secuencia.

- Sensación introvertida (Si): la función Si recolecta datos del presente y los compara con experiencias pasadas, un proceso que a veces evoca los sentimientos asociados con la memoria, como si el individuo lo estuviera volviendo a vivir. Buscando proteger lo familiar, el Si hace uso de la historia para formar objetivos y expectativas sobre lo que sucederá en el futuro.

- Intuición extravertida (Ne): el Ne busca e interpreta significados ocultos, usando preguntas hipotéticas para explorar alternativas, permitiendo coexistir a multitud de posibilidades. Este proceso imaginativo une deducciones y experiencias de varias fuentes para formar un todo que puede convertirse en un catalizador de la acción.

- Sentimiento introvertido (Fi): la función Fi filtra información basada en interpretaciones de valor, formando juicios según unos criterios que a menudo son intangibles. El Fi mantiene constantemente en equilibrio un grupo interno de valores como la armonía y la autenticidad. En consonancia con distinciones sutiles, el Fi siente de manera innata lo verdadero y lo falso en una situación.